# Dina Meyer
Dina Meyer (Queens, Nueva York; 22 de diciembre de 1968) es una actriz estadounidense conocida por interpretar a Barbara Gordon y su alter ego Oracle en la serie Birds Of Prey, a la detective Allison Kerry en la saga de terror Saw y también a la soldado Dizzy Flores en Starship Troopers.

## Carrera profesional
Meyer se mudó a Los Ángeles en 1993 para participar en un rol recurrente en la exitosa serie Beverly Hills, 90210. Poco después obtuvo el rol protagónico femenino en las películas Johnny Mnemonic, Starship Troopers y Dragonheart. En televisión, fue protagonista de la serie de UPN Secret Agent Man y en Birds of Prey, de la WB, así como de la serie de Fox, Point Pleasant.
Meyer ha hecho varias apariciones como artista invitada en televisión en programas exitosos como Friends, Six Feet Under y Ally McBeal, por mencionar algunos. Sus roles como estrella invitada abarcan series de renombre como Criminal Minds, Castle, The Mentalist, Burn Notice, Nip/Tuck y ha tenido tuvo roles recurrentes en Miss Match (FOX), Scoundrels (ABC), 90210 (CW) y CSI: Crime Scene Investigation y NCIS (CBS).
Meyer recientemente protagonizó para Universal Films, Dead in Tombstone, con Dany Trejo y Mickey Rourke. Con Patrick Warburton y Jesse Bradford participó en la aclamada serie web Sequestered. Siendo una veterana de la cadena Lifetime, últimamente protagonizó Lethal Seduction interpretando a una tigresa seductora y psicótica a la que no detiene nada con tal de conseguir a su hombre. En 2015, realizó un proyecto llamado Fishes 'n Loaves: Heaven Sent.

## Vida personal
Dina Meyer nació y creció en Forest Hills, Queens, New York, Su primera experiencia en la industria del entretenimiento la hizo modelando a la edad de 16 años. Se graduó en la Universidad como Administrador de Negocios en 1990.
Meyer reside actualmente en Los Ángeles.

## Filmografía

### Film
| Año  | Título                             | Rol                                    | Notas                 |
| ---- | ---------------------------------- | -------------------------------------- | --------------------- |
| 1995 | Johnny Mnemonic                    | Jane                                   |                       |
| 1996 | Dragonheart                        | Kara                                   |                       |
| 1997 | Starship Troopers                  | Dizzy Flores                           |                       |
| 1998 | Nowhere Land                       | Monica                                 |                       |
| 1999 | Bats                               | Sheila Casper                          |                       |
| 2000 | Stranger Than Fiction              | Emma Scarlett                          |                       |
| 2001 | Time Lapse                         | Kate                                   | Directo a video       |
| 2002 | D-Tox                              | Mary                                   |                       |
| 2002 | Unspeakable                        | Diana Purlow                           |                       |
| 2002 | Deadly Little Secrets              | Stephanie Vincent                      |                       |
| 2002 | Star Trek: Nemesis                 | Comandante Romulana Donatra            |                       |
| 2003 | The Movie Hero                     | Elizabeth Orlando / El Interés Amoroso |                       |
| 2004 | Deception                          | Erin Greer                             |                       |
| 2004 | Saw                                | Detective Allison Kerry                |                       |
| 2004 | Breach                             | Lisa Vincson                           |                       |
| 2005 | Crimes of Passion                  | Rebecca Walker                         |                       |
| 2005 | Wild Things: Diamonds in the Rough | Kirsten Richards                       | Directo a video       |
| 2005 | The Receipt                        | Venus                                  |                       |
| 2005 | Saw II                             | Detective Allison Kerry                |                       |
| 2006 | Saw III                            | Detective Allison Kerry                |                       |
| 2006 | Crazy Eights                       | Jennifer Jones                         |                       |
| 2007 | Decoys 2: Alien Seduction          | Alana Geisner                          |                       |
| 2007 | Saw IV                             | Detective Allison Kerry                |                       |
| 2008 | Saw V                              | Detective Allison Kerry                | Aparición en una foto |
| 2009 | VideoDome Rent-O-Rama              | Sra. Motley                            |                       |
| 2009 | Fatal Secrets                      | Julia                                  |                       |
| 2010 | Piranha 3D                         | Paula Montellano                       |                       |
| 2013 | Dead in Tombstone                  | Calathea "Cal" Massey                  |                       |
| 2015 | Golden Shoes                       | Kathleen Larou                         | Directo a video       |
| 2015 | Clarity                            | Sharon                                 |                       |
| 2016 | Fortune Cookie                     | Detective Emma Hoskins                 | Directo a video       |
| 2016 | Amerigeddon                        | Kelly                                  |                       |
| 2016 | The Unwilling                      | Michelle Harris                        |                       |
| 2016 | Flight 192                         | Sarah Plummer                          |                       |
| 2017 | The Evil Within                    | Lydia                                  |                       |
| 2017 | Starship Troopers: Traitor of Mars | Dizzy Flores (voz)                     |                       |
| 2019 | Line of Duty                       | Ruth Carter                            |                       |
| 2020 | Unbelievable!!!!!                  | Moesha Mujer                           |                       |
| 2023 | Detective Knight: Independence     | Charlotte Burnham                      |                       |
| 2023 | Katie's Mom                        | Nancy                                  |                       |
| TBA  | Black Nightshade                   | Dra. Amy Collins                       |                       |

### Televisión
| Año       | Título                            | Rol                           | Notas                                             |
| --------- | --------------------------------- | ----------------------------- | ------------------------------------------------- |
| 1993      | Strapped                          | Encargada de delivery         | Film para TV                                      |
| 1993–1994 | Beverly Hills, 90210              | Lucinda Nicholson             | Recurrente; 12 episodios                          |
| 1997      | Friends                           | Kate Miller                   | 3 episodios                                       |
| 1997      | Michael Hayes                     | Rebecca Klein                 | Episodio: "Pilot"                                 |
| 1998      | Poodle Springs                    | Laura Parker-Marlowe          | Film para TV                                      |
| 1998      | Ally McBeal                       | Anna Flint                    | Episodio: "Forbidden Fruits"                      |
| 2000      | Secret Agent Man                  | Holliday                      | Protagónico; 12 episodios                         |
| 2002      | Federal Protection                | Bootsie Cavander              | Film para TV                                      |
| 2002      | Six Feet Under                    | La Viuda                      | Episodio: "Someone Else's Eyes"                   |
| 2002      | The Outer Limits                  | Dra. Rachel Harris            | Episodio: "Free Spirit"                           |
| 2002–2003 | Birds of Prey                     | Barbara Gordon/Oracle/Batgirl | Protagónico; 14 episodios                         |
| 2003–2004 | Miss Match                        | Lauren Logan                  | Recurrente; 8 episodios                           |
| 2004      | Deception                         | Erin                          | Film para TV                                      |
| 2004      | CSI: Crime Scene Investigation    | Meg Cunningham                | Episodio: "Swap Meet"                             |
| 2005      | His and Her Christmas             | Liz Madison                   | Film para TV                                      |
| 2005–2006 | Point Pleasant                    | Amber Hargrove                | Protagónico; 13 episodios                         |
| 2006      | Thief                             | Wanda Atwater                 | Episodio: "Pilot"                                 |
| 2006      | Imaginary Playmate                | Suzanne Driscoll              | Film para TV                                      |
| 2007      | CSI: Miami                        | Elissa McClain                | Episodio: "Deep Freeze"                           |
| 2008      | Web of Desire                     | Beth Wyatt                    | Film para TV                                      |
| 2008      | Riddles of the Sphinx             | Jessica                       | Film para TV                                      |
| 2008      | Monk                              | Sally Larkin                  | Episodio: "Mr. Monk Gets Hypnotized"              |
| 2008      | The Boy Next Door                 | Sara                          | Film para TV                                      |
| 2009      | Nip/Tuck                          | Roxy St. James                | Episodio: "Roxy St. James"                        |
| 2009      | The Lost                          | Mira                          | Film para TV                                      |
| 2009      | Burn Notice                       | Samantha                      | Episodio: "Sins of Omission"                      |
| 2010      | NCIS                              | Holly Snow                    | 2 episodios                                       |
| 2010      | The Mentalist                     | Abigail Barge                 | Episodio: "Red Herring"                           |
| 2010      | Castle                            | Lady Irena                    | Episodio: "The Mistress Always Spanks Twice"      |
| 2010      | Scoundrels                        | Nina Hong                     | 3 episodios                                       |
| 2010      | The Glades                        | Patricia Dixon                | Episodio: "Second Chance"                         |
| 2011      | CSI: Crime Scene Investigation    | Anne-Marie Tolsom             | Episodio: "The List"                              |
| 2011      | Charlie's Angels                  | Jennifer Rice                 | Episodio: "Angels in Paradise"                    |
| 2011–2012 | 90210                             | Sheila                        | 3 episodios                                       |
| 2012      | Criminal Minds                    | Regina Lampert                | Episodio: "Unknown Subject"                       |
| 2012      | Undertow                          | Toby French                   | Film para TV                                      |
| 2013      | The Wrong Woman                   | Kay Sullivan                  | Film para TV                                      |
| 2014      | Sequestered                       | Helen Bennett                 | Protagónico; 12 episodios                         |
| 2015      | Truth and Lies                    | Alison                        | Film para TV; conocido también como Text to Kill  |
| 2015      | Lethal Seduction                  | Carissa Kensington            | Film para TV                                      |
| 2015      | A Dogwalker's Christmas Tale      | Missy Paxton                  | Film para TV                                      |
| 2016      | Fishes 'n Loaves: Heaven Sent     | Mary Louise Michaels          | Film para TV                                      |
| 2016      | Turbulence                        | Sarah Plummer                 | Film para TV                                      |
| 2017      | Girlfriend Killer                 | Detective Michelle Price      | Film para TV                                      |
| 2017      | Kingdom                           | Luanne                        | Episodio: "Cactus"                                |
| 2018      | Evil Doctor                       | Dra. Natalie Barnes           | Film para TV                                      |
| 2018      | Code Black                        | Joan Reeves                   | Episodio: "Better Angels"                         |
| 2018      | The Magicians                     | Reina de Piedra               | 3 episodios                                       |
| 2018      | The Affair                        | Julie Christiansen            | 3 episodios                                       |
| 2018      | American Horror Story: Apocalypse | Nora Campbell                 | Episodio: "The End"                               |
| 2018-2020 | NCIS: Los Angeles                 | Veronica Stephens             | 2 episodios                                       |
| 2019      | All Rise                          | Kiki Mackin                   | Episodio: "Dripsy"                                |
| 2019-2020 | All American                      | Gwen Adams                    | 5 episodios                                       |
| 2019      | The Flash                         | Barbara Gordon/Oracle         | Episodio: "Crisis on Infinite Earths: Part Three" |

### Videojuegos
| Año  | Título                    | Rol                                              | Notas |
| ---- | ------------------------- | ------------------------------------------------ | ----- |
| 2014 | Ancient Space             | Dra. Willow Burke / Especialista Alma Linh (voz) |       |
| 2018 | Blade Runner: Revelations | Eve / Ad Woman (voz)                             |       |